# Peridotito

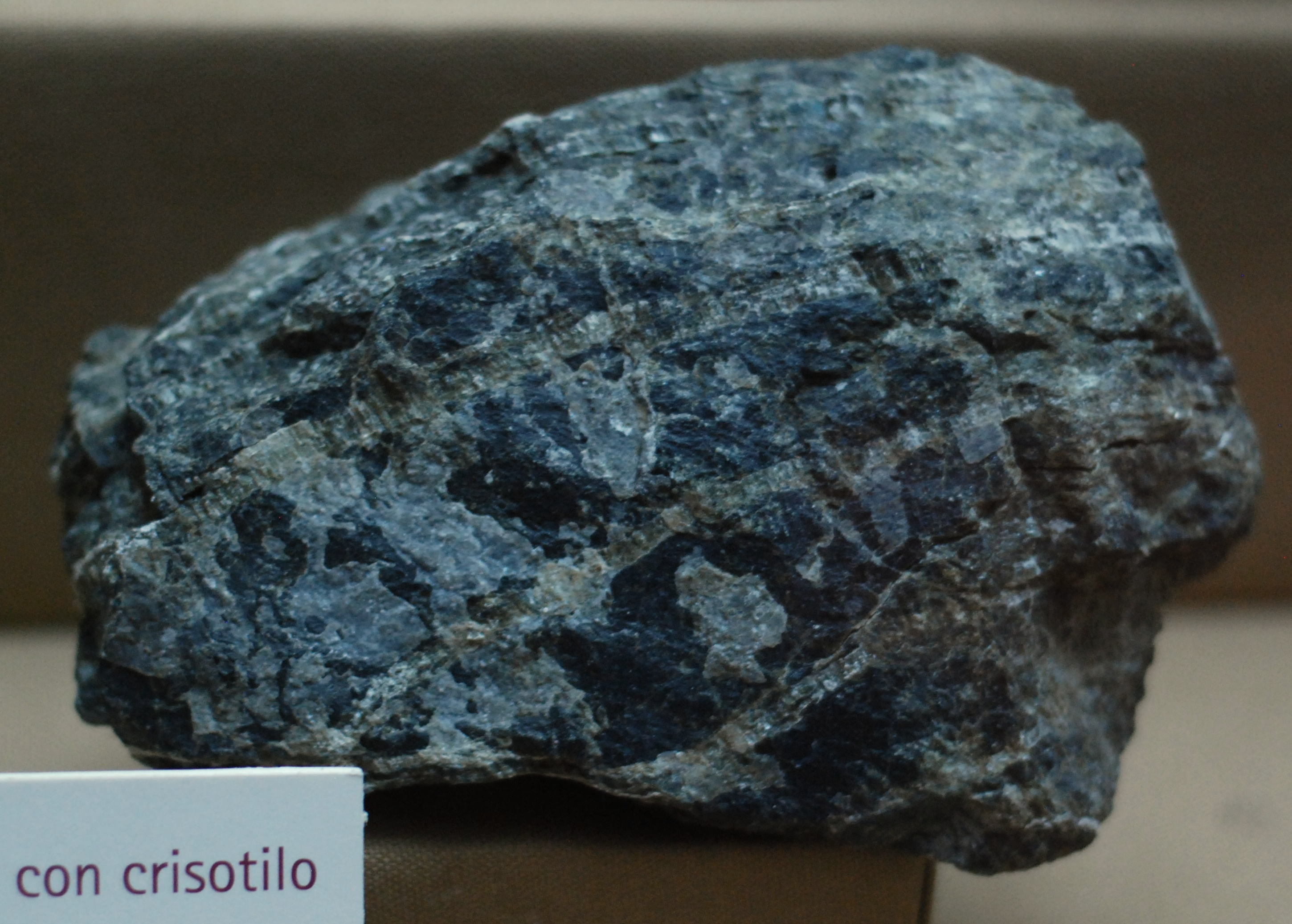
Peridotito com crisótilo. A coloração escura revela a falta de quartzo (La Rioja, Argentina).

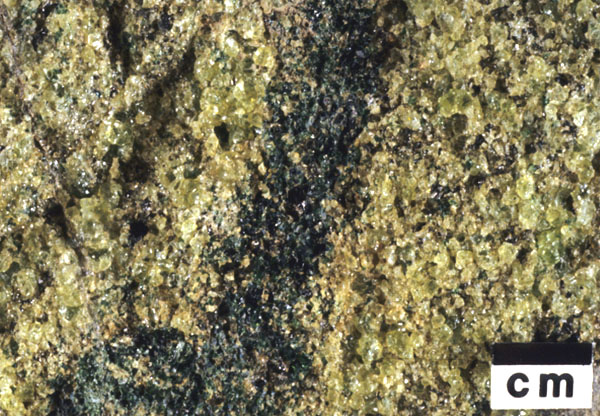
Peridotito (San Carlos, SW dos Estados Unidos).

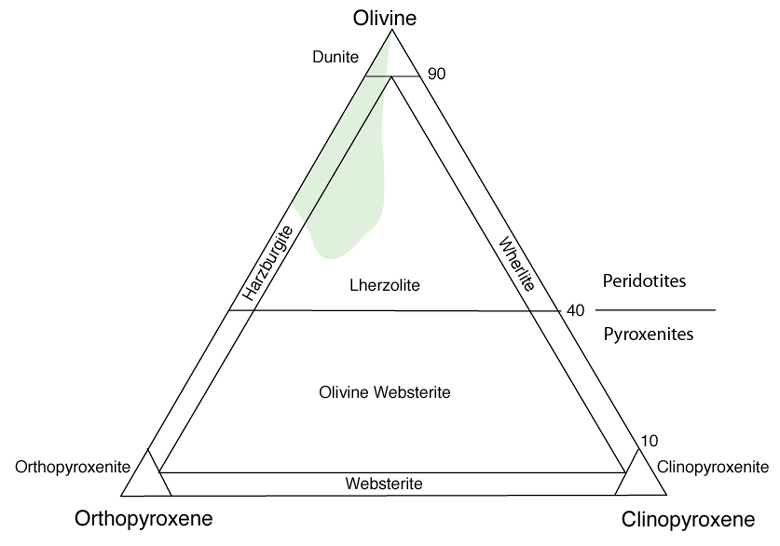
Diagrama de classificação dos peridotitos e dos piroxenitos com base nas proporções ponderais de olivina e de piroxenas. A zona em verde-claro corresponde à composição dos peridotitos mais comuns à superfície do manto terrestre.

Peridotito é uma rocha ígnea mantélica ultramáfica, holocristalina, de grão grosseiro, composta sobretudo por olivinas (peridoto) associadas a outros silicatos ferro-magnesianos, com destaque para as piroxenas,  e acompanhados por outros minerais máficos como anfíbolas ou olivinas,
alguma anortite (em baixas concentrações) e pouco ou nenhum feldspato. Pertencentes ao mesmo grupo das rocha basálticas, são o principal constituinte do manto superior da Terra e de boa parte da astenosfera, formando-se por fracionamento magmático (a partir de um líquido toleítico, por exemplo). Estas rochas devem o seu nome ao peridoto, os fenocristais de olivina que constituem a maior parte do seu volume e que frequentemente conferem a estas rochas uma coloração esverdeada ou amarelo-esverdeada.

## Descrição
O peridotito é uma rocha ígnea mantélica de elevada densidade e de coloração escura. Acredita-se ser a rocha maioritária na composição da parte superior do manto terrestre.
Os peridotitos são principalmente constituídos por olivinas (peridoto) acompanhadas por piroxenas e anfíbolas. Em menores proporções, e em função das condições de temperatura, pressão e de hidratação no período de solidificação, estas rochas podem igualmente conter granadas, espinelas (cromite), plagioclases, anfíbolas e flogopites.
Alguns tipos de peridotito são o piroxenito, composto quase por completo por piroxena, o hornblendito, variedade rara com predomínio de hornblendas, o dunito, composta quase exclusivamente de olivinas, e o kimberlito, variedade que pode conter diamantes. O peridotito é a fonte mais importante de minérios de cromo. Estas diferenças permitem distinguir os diversos tipos de peridotito em função das proporções volúmicas de olivinas, ortopiroxenas e clinopiroxenas:
- Dunito : constituído por mais de 90 % de olivina, tipicamente com uma relação Mg/Fe de 9:1;
- Wehrlito : constituído sobretudo por olivinas mas com significativo teor de clinopiroxenas;[4]
- Harzburgito :  constituído maioritariamente por olivinas, mas com presença significativa de ortopiroxenas e de constituintes do tipo basáltico;
- Lherzólito : composto principalmente por olivina, ortopiroxenas (geralmente enstatite) e clinopiroxenas, mas apresenta uma alta proporção de compostos do tipo basáltico (granadas e clinopiroxenas). A fusão parcial dos materiais lherzolíticos e a extracção da parte líquida pode deixar um resíduo sólido do tipo harzburgito, rico em olivinas e relativamente rico em ortopiroxenas, mas pobre em clinopiroxenas. Estas abundâncias relativas resultam das clinopiroxenas fundirem a temperatura mais baixa do que as ortopiroxenas ou a olivina. Continuando o processo de fusão parcial, o resultado é uma rocha composta quase exclusivamente por olivina, o dunito (a temperatura continuou a subir e ortopiroxena fundiu por sua vez).

Estudos recentes atribuem a esta rocha a capacidade de absorver dióxido de carbono.
Do ponto de vista da sua formação, não é fácil classificar os peridotitos utilizando a clássica trilogia «sedimentar-magmática-metamórfica», pois os peridotitos são rochas mantélicas, isto é originadas a partir das camadas superficiais do manto terrestre, que, ao contrário do que acontece com as rochas magmáticas plutónicas, não é originado pela subida de um magma resultando a sua presença à superfície de fenómenos de obducção. Mais fácil seria a inclusão destas rochas entre as rochas metamórficas, pois a subida à superfície induz a formação de minerais secundários que as diferenciam substancialmente das rochas que permanecem em profundidade. Apesar disso, a tradição é considerar estas rochas como plutónicas, já que cristalizaram em profundidade.
A metamorfização dos peridotitos pode conduzir à formação de serpentinite, sob os efeitos cominados do calor e da hidratação, o que tipicamente resulta do metamorfismo hidrotermal. O peridotito pode igualmente ser transformado em eclogito sob o efeito de um metamorfismo de alta pressão e temperatura mediana. A altas pressões e baixas temperaturas o peridotito produz os glaucofano.
Apenas os peridotitos do manto superior podem produzir por fusão parcial um líquido mais rico em sílica que o peridotito inicial. Os materiais de fusão assim formados originam magmas andesíticos.

## Ocorrência
Existem grandes depósitos de peridotitos na região de Omã, nas ilhas da Papua Nova Guiné e da Nova Caledónia, bem como ao longo das costas do Chipre, Grécia e oeste da Península Balcânica. Pequenos depósitos também ocorrem no oeste do Estados Unidos e em muitos outros lugares do mundo.
Estudos realizados ao largo da Costa Rica, do Hawaii e da Baja California revelaram importantes depósitos peridotíticos. Nestes locais, a camada de sedimentos marinhos é fina e o manto terrestre suficientemente frio para permitir uma intrusão de peridotito na crusta. No entanto, o fundo do mar está a cerca de 4000 metros de profundidade, exigindo operações de perfuração de profundidade excepcional.
Também ocorre uma grande concentração de peridotitos e serpentinitos na região de Morais, Macedo de Cavaleiros (Portugal), que terão aflorado à superfície devido à ocorrência de uma obducção, quando parte da crusta oceânica ou de rochas do manto foram arrastadas para cima de crusta continental num limite de placas convergente que existiu naquela região.
O processo de afloramento pode dar-se também se o peridotito subir à superfície como um xenólito de um rocha encaixante.